# Lana du Pont
Lana du Pont (Filadelfia, 6 de julio de 1939-Chesapeake City, Maryland, 23 de abril de 2025) fue una amazona estadounidense que compitió en la modalidad de concurso completo. Participó en los Juegos Olímpicos de Tokio 1964, obteniendo una medalla de plata en Tokio 1964 en la prueba por equipos.

## Palmarés internacional
| Juegos Olímpicos | Juegos Olímpicos | Juegos Olímpicos | Juegos Olímpicos |
| Año              | Lugar            | Medalla          | Categoría        |
| ---------------- | ---------------- | ---------------- | ---------------- |
| 1964             | Tokio (Japón)    | Medalla de plata | Por equipos      |